# Sematophyllites tortifolius
Sematophyllites tortifolius là một loài Rêu trong họ Sematophyllaceae. Loài này được (Casp. & G.A. Klebs) J.-P. Frahm miêu tả khoa học đầu tiên.